# 佳木斯东郊机场
佳木斯东郊机场是一座位于中国黑龙江省佳木斯市的民航机场，距佳木斯市区约10公里。机场占地面积260公顷，跑道长2,200米，宽45米，飞行区等级为4C，可起降波音737中型客机及其他同类型客货机。机坪面积16,800平方米，可停靠C类飞机2架，B类飞机1架。候机楼面积5,728平方米，货运仓库584平方米，设计年旅客吞吐量可达30万人次，高峰小时300人次的使用能力。
2023年，佳木斯东郊机场共完成旅客吞吐量1041725人次，同比增长63.0%，全国排名第101名；飞机起降9010架次，同比增长43.2%，全国排名第140位 。

## 历史沿革
机场始建于1932年10月，1958年成立中国民用航空佳木斯站；2003年改称为佳木斯机场管理公司；2006年1月改称为黑龙江省机场管理集团有限公司佳木斯分公司，并更名为“佳木斯东郊机场”。1998年佳木斯市人民政府投资对机场进行改扩建，2000年1月投入使用。

## 航空公司與航點
2025年夏秋航季（3月30日至10月25日）

### 境內航線
| 航空公司           | 目的地                          |
| ------------------ | ------------------------------- |
| 中国东方航空（MU） | 上海/浦东、青岛、烟台、杭州     |
| 中国国际航空（CA） | 北京/首都、北京/大兴、上海/浦东 |
| 中国南方航空（CZ） | 广州、大连                      |
| 山东航空（SC）     | 烟台、南京                      |
| 成都航空（EU）     | 哈尔滨、抚远                    |
| 海南航空（HU）     | 北京/首都                       |

### 港澳台/國際航線
| 航空公司       | 目的地    |
| -------------- | --------- |
| 济州航空（7C） | 首尔/仁川 |

| 東郊機場通航城市                                                                              |
| --------------------------------------------------------------------------------------------- |
| 東郊機場北京/首都北京/大興杭州青島上海/浦東煙台大連廣州首爾/仁川撫遠南京哈爾濱 東郊機場航線 · |

## 外部連結
- 佳木斯机场 （页面存档备份，存于）（简体中文）